# امیرحسین صادقی

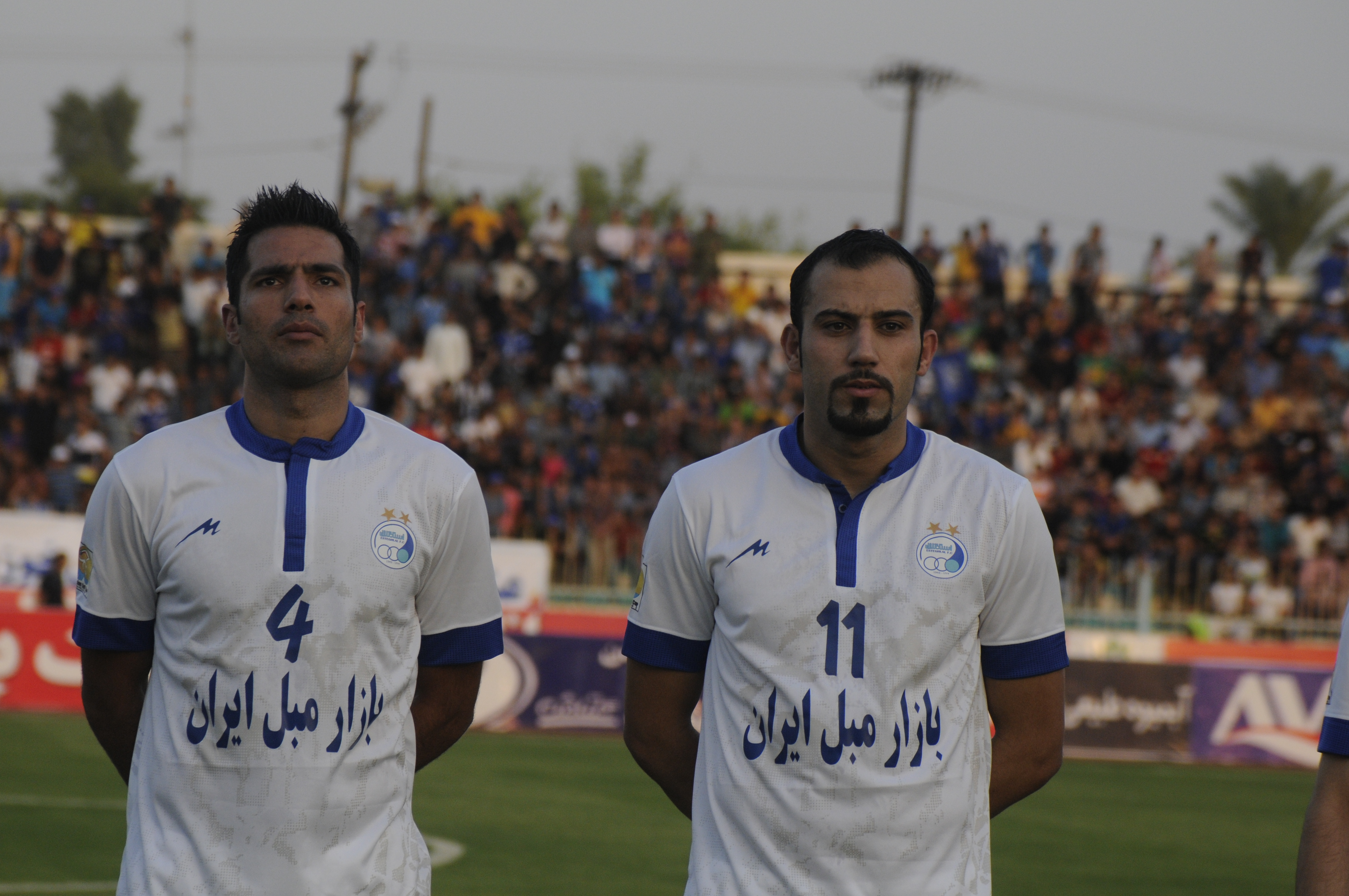
محمد قاضی (راست) - امیر حسین صادقی (چپ)

امیرحسین صادقی (زاده ۱۵ شهریور۱۳۶۰) بازیکن سابق فوتبال اهل ایران است.
وی در اولین تجربه سرمربیگری خود، از تاریخ جمعه ۲۳ دی ماه ۱۴۰۱، هدایت تیم پیشگامان فنون را در لیگ دسته ۳ ایران برعهده داشت.

## زندگی شخصی
وی یک خواهر و برادر بزرگتر از خود و یک خواهر و برادر کوچکتر از خودش دارد.
همسر او زهرا محبوبی نیز از بازیکنان حرفه ای بسکتبال است. وی همچنین صاحب دو فرزند پسر است.

## زندگی ورزشی
صادقی فوتبالش را از تیم تخت جمشید با مربیگری مجید مالمیر در دسته دوم جوانان تهران شروع کرد و به مدت ۲ سال در این تیم بود، در
سال ۱۳۷۵ به تیم جوانان شاهشد.
در سال ۱۳۷۷ به تیم مقاومت تهران با مربیگری محسن آقازاده، بابا رضی و نقوی جهت گذراندن خدمت سربازی پیوست
و تا سال ۱۳۷۹ در تیم‌های امید و بزرگسالان مقاومت بازی کرد
در سال ۱۳۷۹ و با دیدن عبدالصمد مرفاوی به امیدهای استقلال دعوت شد و در سال ۱۳۸۰ برای تیم بزرگسالان استقلال بازی کرد.
صادقی پس از چندین سال عضویت در باشگاه استقلال تهران، در فصل ۸۸–۱۳۸۷ به باشگاه مس کرمان پیوست اما دوباره به تیم استقلال بازگشت. در لیگ یازدهم وی به تیم باشگاه فوتبال تراکتورسازی تبریز پیوست و بعد از یک فصل حضور در این تیم در لیگ دوازدهم بار دیگر به استقلال برگشت. وی در بهمن ماه سال ۱۳۹۵ خورشیدی در کلاس مربیگری کنفدراسیون آسیا شرکت کرد.

### عرصه ملی
او در جام جهانی ۲۰۰۶ فوتبال آلمان به همراه تیم ملّی ایران حاضر بود. امیرحسین صادقی در هر سه بازی ایران در جام جهانی ۲۰۰۶ فوتبال آلمان، جزو نفرات ذخیره و نیمکت‌نشین تیم ملّی ایران بود.
امیر حسین صادقی ۲۲ بازی ملی برای ایران انجام داد و ۱ گل ملی در کارنامه خود دارد و وی دو جام جهانی را با تیم ملی ایران تجربه کرد.
امیرحسین صادقی در هر سه بازی تیم ملی ایران در جام جهانی ۲۰۱۴ برزیل به صورت فیکس در پست دفاع وسط بازی کرد.

## نجات بازیکن جوان از مرگ
روز ششم شهریور ۱۴۰۱، از سری مسابقات فوتبال باشگاهی حوزه شمال شرق تهران دو تیم نسل فردا و سهیل، در رده سنی جوانان برتر در ورزشگاه دیهیم برابر یکدیگر قرار گرفته بودند که در اواسط این بازی برای یکی از بازیکنان تیم سهیل اتفاق ناگواری روی داد و در اثر آن زبان بازیکن راه گلویش را بست. به همین دلیل نیاز فوری به عملیات احیا بود تا این بازیکن از مرگ نجات یابد اما فشردگی دندان‌های وی مانع از انجام عملیات می‌شد.

در این میان امیرحسین صادقی که در محل مسابقه حاضر بود سریعاً وارد زمین مسابقه شد و شخصاً اقدام به گشودن مجرای تنفسی بازیکن کرد. با آنکه فشار دندان بازیکن مصدوم، باعث آسیب‌دیدگی دست امیرحسین صادقی شده بود، اما در نهایت کاپیتان اسبق استقلال موفق شد جان این بازیکن آسیب دیده را از مرگ حتمی نجات دهد.

## جدول عملکرد باشگاهی
| عملکرد باشگاهی | عملکرد باشگاهی | لیگ برتر | لیگ برتر | جام حذفی | جام حذفی | آسیا | آسیا | جمع  | جمع |
| فصل            | باشگاه         | بازی     | گل       | بازی     | گل       | بازی | گل   | بازی | گل  |
| -------------- | -------------- | -------- | -------- | -------- | -------- | ---- | ---- | ---- | --- |
| ۱۳۹۶–۱۳۹۷      | پیکان          | ۲۰       | ۶        | ۴        | ۰        | _    | _    | ۲۴   | ۶   |
| ۱۳۹۵–۱۳۹۶      | پیکان          | ۲۵       | ۲        | ۲        | ۱        | _    | _    | ۲۷   | ۳   |
| مجموع پیکان    | مجموع پیکان    | ۴۵       | ۸        | ۶        | ۱        | _    | _    | ۵۱   | ۹   |
| ۱۳۹۴–۱۳۹۵      | صبای قم        | ۳۰       | ۴        | ۳        | ۰        | _    | _    | ۳۳   | ۴   |
| مجموع صبای قم  | مجموع صبای قم  | ۳۰       | ۴        | ۳        | ۰        | _    | _    | ۳۳   | ۴   |
| ۱۳۹۳–۱۳۹۴      | استقلال        | ۲۲       | ۱        | ۳        | ۰        | _    | _    | ۲۵   | ۱   |
| ۱۳۹۲–۱۳۹۳      | استقلال        | ۲۹       | ۱        | ۴        | ۱        | ۹    | ۰    | ۴۲   | ۲   |
| ۱۳۹۱–۱۳۹۲      | استقلال        | ۳۳       | ۰        | ۴        | ۰        | ۷    | ۰    | ۴۴   | ۰   |
| مجموع استقلال  | مجموع استقلال  | ۸۴       | ۲        | ۱۱       | ۱        | ۱۶   | ۰    | ۱۱۱  | ۳   |
| ۱۳۹۰–۱۳۹۱      | تراکتور        | ۳۰       | ۳        | ۳        | ۰        | _    | _    | ۳۳   | ۳   |
| مجموع تراکتور  | مجموع تراکتور  | ۳۰       | ۳        | ۳        | ۰        | _    | _    | ۳۳   | ۳   |
| ۱۳۸۹–۱۳۹۰      | استقلال        | ۲۵       | ۱        | ۴        | ۱        | ۶    | ۰    | ۳۵   | ۲   |
| ۱۳۸۸–۱۳۸۹      | استقلال        | ۲۸       | ۳        | ۱        | ۰        | ۷    | ۱    | ۳۶   | ۴   |
| مجموع استقلال  | مجموع استقلال  | ۵۱       | ۴        | ۵        | ۱        | ۱۳   | ۱    | ۶۸   | ۶   |
| ۱۳۸۷–۱۳۸۸      | مس کرمان       | ۳۰       | ۲        | ۲        | ۰        | _    | _    | ۳۲   | ۲   |
| مجموع مس کرمان | مجموع مس کرمان | ۳۰       | ۲        | ۲        | ۰        | _    | _    | ۳۲   | ۲   |
| ۱۳۸۶–۱۳۸۷      | استقلال        | ۲۶       | ۱        | ۶        | ۰        | _    | _    | ۳۲   | ۱   |
| ۱۳۸۵–۱۳۸۶      | استقلال        | ۲۴       | ۲        | ۰        | ۰        | _    | _    | ۲۴   | ۲   |
| ۱۳۸۴–۱۳۸۵      | استقلال        | ۲۵       | ۳        | ۱        | ۰        | _    | _    | ۲۶   | ۳   |
| ۱۳۸۳–۱۳۸۴      | استقلال        | ۲۳       | ۰        | ۱        | ۰        | _    | _    | ۲۴   | ۰   |
| ۱۳۸۲–۱۳۸۳      | استقلال        | ۱۸       | ۱        | ۴        | ۰        | _    | _    | ۲۲   | ۱   |
| ۱۳۸۱–۱۳۸۲      | استقلال        | ۵        | ۰        | ۱        | ۰        | _    | _    | ۶    | ۰   |
| مجموع استقلال  | مجموع استقلال  | ۱۱۷      | ۷        | ۱۳       | ۰        | _    | _    | ۱۳۱  | ۷   |

نکته ۱: صادقی جمعاً ۳۱۶ بازی رسمی برای استقلال انجام داده و ۱۶ گل به ثمر رسانده است و با ۲۵۸ بازی رکورددار بازی برای استقلال در لیگ برتر است.

## افتخارات

### باشگاهی

#### استقلال
- قهرمانی لیگ برتر فوتبال ایران ۸۵–۱۳۸۴ همراه بااستقلال تهران
- قهرمانی جام حذفی فوتبال ایران ۸۷–۱۳۸۶ همراه با استقلال تهران
- قهرمانی لیگ برتر فوتبال ایران ۹۲–۱۳۹۱ همراه با استقلال تهران
- نیمه نهایی لیگ قهرمانان آسیا ۲۰۱۳ همراه با استقلال تهران

صبا
- قهرمانی جام شهدا ۱۳۹۴ همراه با صبای قم

### فردی
- حضور در جام جهانی ۲۰۰۶ آلمان
- حضور در جام جهانی ۲۰۱۴ برزیل
- جز ۵۰ بازیکن درخشان جام جهانی ۲۰۱۴ برزیل
- آقای گل جام شهدا ۱۳۹۴ با ۲ گل